# Церква Покрови Пресвятої Богородиці (Буданів)
Церква Покрови Пресвятої Богородиці в Буданові — парафія і храм Теребовлянського благочиння Тернопільської єпархії Православної церкви України в селі Буданів Тернопільського району Тернопільської области.
Оголошена пам'яткою архітектури місцевого значення (охоронний номер 2119).

## Історія церкви
Будівництво храму під патронатом Михайла Баваровського розпочалося у 1810 році, а його освячення відбулося у 1852 році. У 1955 році, за служіння о. Володимира Микорина, церкву освятив архієпископ Львівський і Тернопільський Панкратій.
У 1972 році храм оновили ззовні, а у 1974 році поновили його розпис.
Біля храму стоїть хресне знамення з написом, що вказує на його встановлення у 1898 році на честь 50-річчя правління імператора Франца Йосифа I.
У 1992 році на свято Покрови архієпископ Тернопільський і Бучацький Василій відвідав парафію та освятив іконостас.
У 1997 році придбали нове проборство, а у 2000 році в центрі села встановили фігуру Божої Матері.
У 2001–2002 роках розпочали повну реконструкцію храму.
У 2008 році на престольний празник храм освятив єпископ Тернопільський і Бучацький Нестор.

## Парохи
- о. Марковський (на парафії 56 років),
- о. Микола Волинський,
- о. Аполінарій Чемеринський (з 1869),
- о. Василь Бойко (1930—1933),
- о. Михаш Галабурда,
- о. Антін Борса,
- о. Степан Дзюбій (1936—1939),
- о. Степан Никифорій (1939—1941),
- о. Космина,
- о. Василь Жарій (1942—1944),
- о. Василь Рудяк (1944),
- о. Стефан Горинь (1945),
- о. Володимир Микорин (1946—1956),
- о. Носальський (1956 ),
- о. Василій Клим (1962—1999),
- о. Богдан Калинюк (1991),
- о. Павло Крицький,
- о. Роман Тарнавський,
- о. Василь Олійник (з грудня 1996).